# Убийство в Эй-Би-Эй
«Убийство в Эй-Би-Эй» — детективный роман Айзека Азимова. Книга является примером метапрозы, так как сам Азимов выступает как второстепенный персонаж. Также в романе появляются камео Ури Геллер, Анита Лус, Кэтлин Несбитт, Карл Саган, Мохаммед Али и другие.
В 1979 году Айзек Азимов назвал этот роман самой любимой из написанных им на тот момент книг.

## Синопсис
Роман повествует о съезде писателей и книгоиздателей. В отеле, где проходил съезд найден труп писателя Джайлса Дивора. Полиция считает, что это несчастный случай. Но его коллега Джаст сомневается в этом. Один из второстепенных персонажей — писатель Айзек Азимов, у которого происходит перепалка с Джастом.

## Отзывы
По мнению литературоведа Сергея Бавина, роман отчасти пародирует жанр крутого детектива и не лишён комизма.